# Brakel
Brakel és un municipi belga de la província de Flandes Oriental a la regió de Flandes. Està compost per les seccions de Brakel, Elst, Everbeek, Michelbeke, Nederbrakel, Opbrakel, Parike, Sint-Maria-Oudenhove i Zegelsem.

## Personatges
- Peter Van Petegem, ciclista.
- Staf de Clercq, polític.